# 1875
Cette page concerne l'année 1875 (MDCCCLXXV en chiffres romains) du calendrier grégorien.
L'année 1875 est une année commune qui commence un vendredi.

## Événements

### Afrique
- 15 février : Savorgnan de Brazza obtient un ordre de mission pour explorer les bassins de l’Ogooué et de l’Alima, au Congo (1875-1879)[1].

- Mai : vague de troubles antisémites en Algérie[2]. Partis d’Alger, les actes antisémites, qui sont le fait de colons français, s’étendent à Tlemcen, puis à Constantine, pour gagner Sétif et Batna.

- 14 juillet : le sultan de Zanzibar Seyyid Barghash, en visite auprès de la reine Victoria à Londres, ratifie le traité de 1873 pour la suppression de la traite des esclaves[3].
- 19 juillet : accord commercial anglo-tunisien[4]. Très favorable à la Grande-Bretagne, l’accord prévoit la concession du chemin de fer Tunis-La Goulette.
- 24 juillet : le maréchal de Mac Mahon arbitre en faveur des Portugais dans la querelle territoriale de la baie de Delagoa, au Mozambique[5].

- 27 août-13 octobre : guerre entre le Buganda et son vassal le Buvuma ; série de batailles navales sur le lac Victoria[6].

- 17-18 septembre : après l’arrivée de 4 000 soldats égyptiens à Massaoua, l’Égypte lance quatre expéditions militaires simultanées contre le plateau éthiopien[7].

- 2 octobre, Éthiopie : l’ex-colonel danois Ahrendrup accompagné de 4 000 soldats égyptiens lance une offensive au nord d’Adoua[8] ; l’opération est un carnage pour l’armée égyptienne.
- 5 octobre : les troupes égyptiennes du gouverneur de Massaoua Werner Munzinger débarquent à Tadjoura dans l’intention d’envahir le Aoussa[9].
- 11 octobre : l’expédition conduite par Raouf Pacha, partie de Zeilah, occupe Harar[10]. Des quatre expéditions égyptiennes en Éthiopie, elle est la seule à connaitre le succès. Les Égyptiens contraignent les Oromos à se convertir à l’Islam.
- 16 octobre-Novembre : une escadre égyptienne conduite par Henry Frederick McKillop Pacha occupe temporairement Barawa et Kisimayou, possession du sultan de Zanzibar à l’embouchure de la Jubba. Elle se retire après la protestation des Britanniques[11].
- 23 octobre : Yohannes IV d’Éthiopie mobilise ses troupes et déclare la guerre à l’Égypte[8].
- 3 novembre : Savorgnan de Brazza part de Libreville et remonte l’Ogooué[12].
- 14 novembre : Werner Munzinger est tué par les Afars lors d’une embuscade dans le Aoussa[8].
- 16 novembre, campagne d’Éthiopie : les troupes d’Arakel Bey sont vaincues par le négus Yohannès IV à Gundet, sur le Mareb[8]. Les Égyptiens doivent se retirer et abandonnent leur matériel sur le terrain, soit six pièces d’artillerie, près de 2 000 fusils et 20 000 thalers.
- 28 novembre : le Royaume-Uni achète des parts de la Compagnie du Canal de Suez au khédive d'Égypte Ismaïl pour garantir sa route vers les Indes (45 % des parts)[13]. Les Britanniques réclament le remboursement de leurs dettes à Ismaïl Pacha qui doit abandonner ses actions sur le canal de Suez : le gouvernement britannique en possède désormais la plus grande partie (près des deux-tiers).
- 24 décembre : réorganisation du régime des communes mixtes en Algérie[14]. Municipalités et préfets refusent la présence des commissions de notables au sein des communes mixtes.
- Les Zoulous adoptent les armes à feu et se font livrer 15 000 fusils[15], dont 300 à tir rapide.
- Tippou Tib, métis d’un Arabe et d’une Swahili de la côte orientale, s’établit à Kasongo, sur le fleuve Congo[16]. Il s’attribue le titre de sultan, rassemble les puissants arabes de la région et organise le commerce de l’ivoire sur un territoire qu’il ne cesse d’étendre tout en maintenant d’excellentes relations avec ses voisins les Nyamwesi et les Chokwe. Il apparaît comme le fédérateur des établissements arabes, qui exercent une grande influence politique sur les chefs locaux.

### Amérique
- 16 mai : tremblement de terre de Cúcuta au Venezuela et en Colombie. Il fait 16 000 victimes[17].

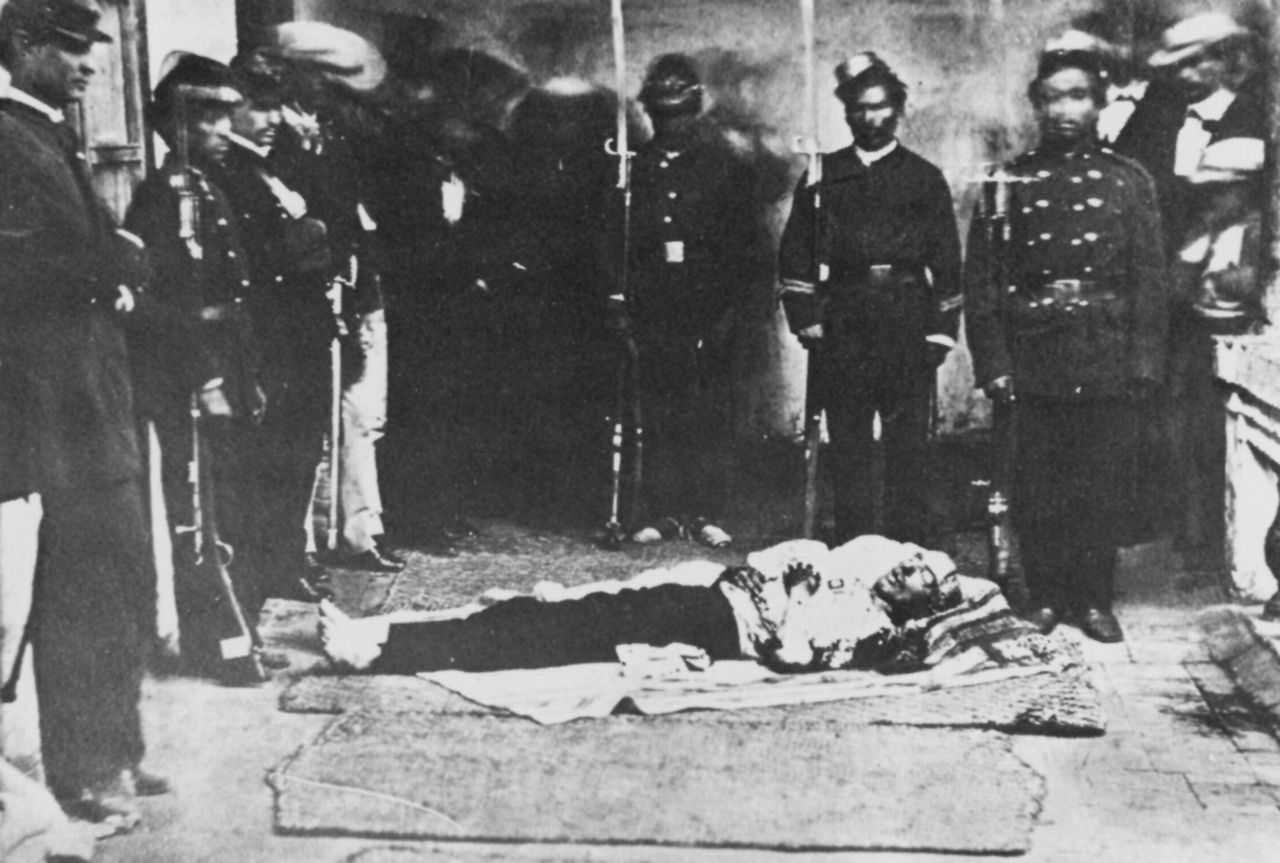
6 août : assassinat de Gabriel García Moreno.

- 6 août : assassinat de Gabriel García Moreno, dictateur théocrate de l'Équateur alors qu’il se rendait à la cathédrale[18]. La disparition du « président théocratique » laisse le pouvoir à l’oligarchie de la Sierra à laquelle s’opposent les planteurs et les négociants libéraux de la côte et de Guayaquil.

- 17 septembre : l’empereur du Brésil Pedro II amnistie les évêques emprisonnés, ce qui met fin à la crise ouverte en 1864 lorsque certains évêques ont voulu appliquer une encyclique pontificale contre la franc-maçonnerie[19]. La monarchie perd l’appui de l’Église, mais aussi celui des libéraux, gagnés aux idées républicaines, et de l’armée.
- Septembre-20 décembre : Révolution tricolore en Uruguay[20].

- 9 novembre : réunion entre le président des États-Unis Ulysses S. Grant, le secrétaire de la guerre, le secrétaire de l’Intérieur, le commissaire des Affaires indiennes et les généraux Sheridan et Crook, qui décide le retrait de l’armée fédérale des Black Hills, ouvrant la région aux mineurs, en contradiction avec le traité de 1868. Le 6 décembre, le Bureau des affaires indiennes publie un ultimatum imposant aux Sioux de rentrer dans leurs réserves avant le 31 janvier 1876, ce qui déclenche la seconde guerre des Sioux[21].

- 27 avril : l’Espagne accorde l’autonomie aux insurgés cubains. Elle octroie aux créoles une représentation aux Cortes[22]. Certains d’entre eux, comme Antonio Maceo et Máximo Gómez, décident de poursuivre la lutte pour l’indépendance totale. Guerre des Dix Ans à Cuba

### Asie et Pacifique
- 21 janvier : décret de création de la Banque d’Indochine à Saïgon[23].

- 25 février : début du règne de Guangxu, empereur de Chine sous la régence de l’impératrice Cixi et du Prince Gong (en), qui ont pris le pouvoir à la suite d’un coup d’État au sein du palais (fin de règne en 1908)[24].

- Mars : le gouvernement japonais obtient le retrait des garnisons militaires franco-britanniques de Yokohama[25].

- 10 avril : à Bombay, le brahmane gujrati Svāmī Dayānanda Sarasvatī (1824-1883) fonde le centre Arya Samaj, un groupe réformiste hindou qui cherche à retrouver la simplicité du rituel védique et à s’opposer aux religions du Livre[26]. Il prône une réforme de l’hindouisme : abandon du culte des images, assouplissement du système des castes, etc. La diffusion des idées réformatrice du groupe est assurée par des prêcheurs qui suscitent l’hostilité des sikhs et des musulmans.
- 14 avril, Japon : création d’une assemblée de conseillers, le Genro-in, qui constitue la première ébauche de délégation du pouvoir législatif, à la suite de la Conférence d'Osaka tenue en janvier-février[27].

- 7 mai : traité de Saint-Pétersbourg. Accord Japon-Russie sur l'île Sakhaline russe et les Kouriles. Le Japon renonce à revendiquer le sud de Sakhaline en échange de la totalité des îles Kouriles[28].
- 24 mai, Inde : création par Syed Ahmad Khan du collège anglo-oriental Aligarh Muhammedan. Il deviendra l’université musulmane d’Aligarh en 1920[29].

- 28 juin : shimbunshi jōrei, ordonnance sur la presse au Japon[30]. Les journaux sont soumis à l’autorisation préalable, à la signature obligatoire et à des restrictions rigoureuses. Les grands journaux japonais sont privés du soutien financier public et cherchent des soutiens privés.

- 18 juillet : Abdurrahman Nureddin succède à Radif Pacha au gouvernorat de Bagdad (fin en 1876)[31].

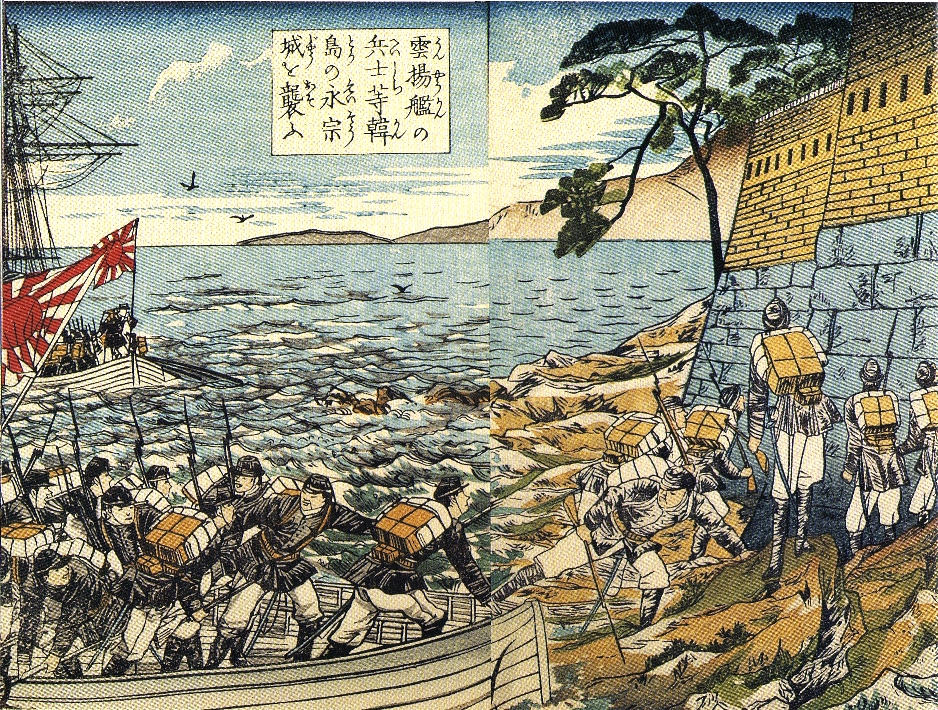
20 septembre : incident de Kanghwa. Le débarquement japonais en Corée

- 20 septembre : incident de Kanghwa. Après le bombardement d’un navire de guerre japonais par les batteries côtières coréennes, les Japonais font débarquer 800 fusiliers marins en Corée. Une nouvelle escadre accoste à Kanghwa pour négocier un traité[32].
- 6 octobre, Empire ottoman : banqueroute de l’État dont les finances passent sous contrôle international[33]. La gestion collégiale de la dette, confiée aux représentants de chacun des créanciers, évite la mainmise d’une puissance tutélaire sur les finances ottomanes. Les réformes fiscales entreprises sous la pression des créanciers permettent une augmentation des revenus du Trésor. La dîme sur les récoltes augmente de 50 % de 1862 à 1878. Les tarifs du bebel (impôt dispensant du service militaire) sont relevés. Le coût de la guerre dans les Balkans empêche cependant l’assainissement durable des finances ottomanes.
- 1er novembre, Nouvelle-Zélande : abolition des conseils de province, institués en 1852. Désormais, l’ensemble du territoire sera gérée par une administration unique[34].
- 2 novembre, Malaisie : assassinat du résident britannique à Perak James W.W. Birch (en). Échec et sévère répression d’une insurrection contre la présence britannique dans le sultanat de Perak (fin en 1876)[35].

### Europe
- 10 janvier : fondation du parti socialiste portugais[36].

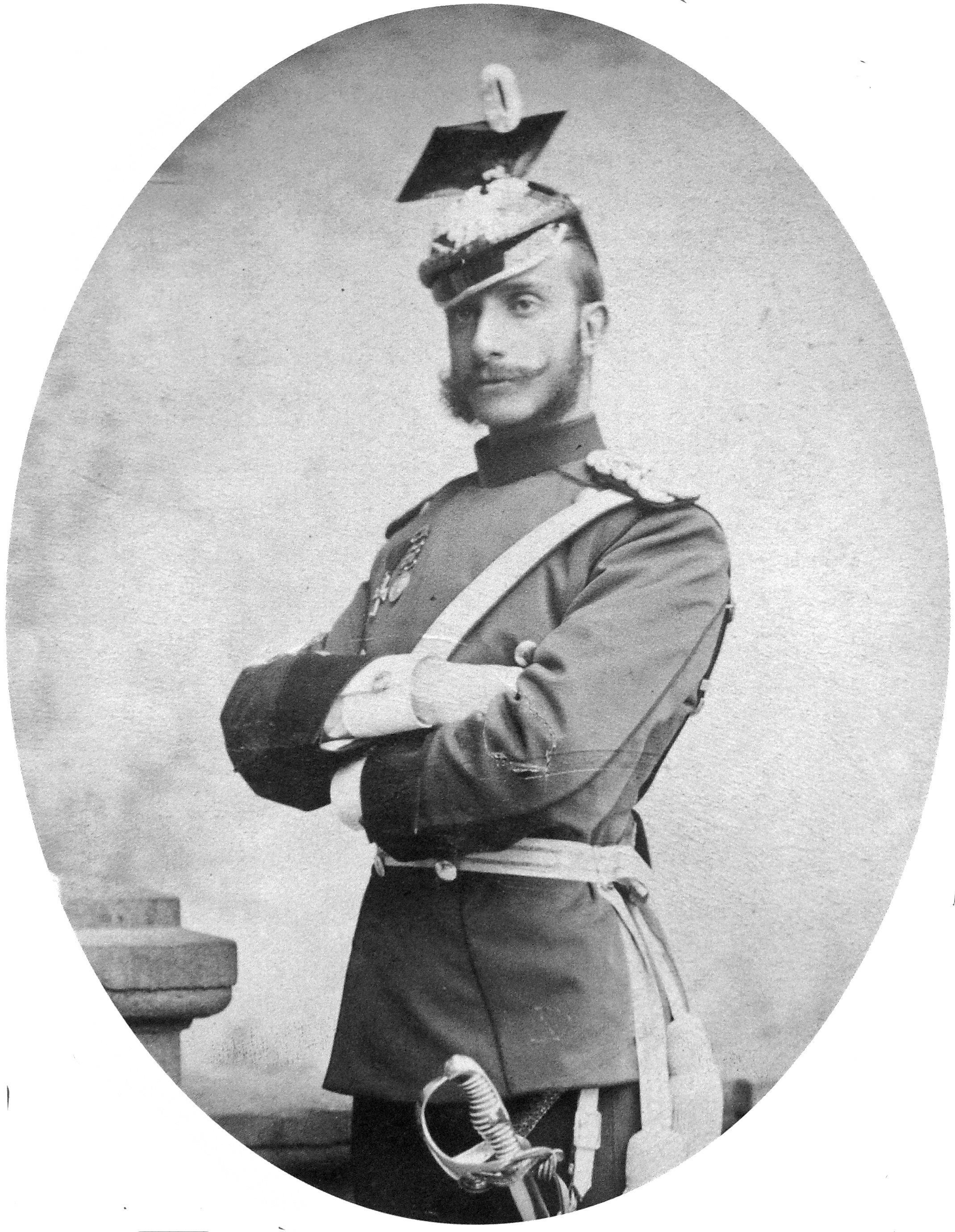
Alphonse XII.

- 14 janvier : Alphonse XII entre à Madrid et rétablit la monarchie en Espagne[37]. Le conservateur Antonio Cánovas del Castillo gouverne jusqu’en 1885. Il met fin à l’instabilité politique. Il réintègre des fonctionnaires acquis à l’ancien régime, rétablit l’usage des titres nobiliaires et mène une politique favorable au clergé.
- 30 janvier : « amendement Wallon » en France qui établit le septennat présidentiel et précise le caractère républicain du régime. Du 24 février au 16 juillet, une série de trois lois constitutionnelles établissent la IIIe République[38].

- 14 mars : loi de réforme bancaire en Allemagne[39]. Création de la Reichsbank, qui remplace les 33 banques d’émission de monnaie.

- 5 avril : visite officielle de l’empereur François-Joseph Ier d'Autriche à Venise[40].
- 8 avril, Allemagne : crise Krieg-in-Sicht (« guerre en vue »)[41]. Bismarck dénonce les tendances revanchardes de la France. Une campagne de presse, des propos tenus par Radowitz, familier du chancelier, qui laisse entendre qu’une guerre préventive est possible, inquiètent le gouvernement français, qui obtient l’appui de la Grande-Bretagne et de la Russie. Soutenu par la Grande-Bretagne, Alexandre II de Russie s’oppose aux efforts de Bismarck de faire jouer l’entente des « trois empereurs ».

- 22 avril : Brotkorbgesetz (loi de la corbeille de pain) en Allemagne. Elle supprime les subventions aux évêques et aux prêtres qui refusent de signer une déclaration d’obéissance aux lois de l’empire allemand[42].

- 9 mai : Charílaos Trikoúpis est nommé Premier ministre en Grèce[43]. L’assemblée impose au roi un régime parlementaire[44].
- 11 mai : suppression de l’évêché de Chełm. Rattachement forcé à l’orthodoxie des derniers uniates de Pologne[45].
- 20 mai : signature de la Convention du Mètre par 17 États à Paris[46]. Ce traité international décide de la construction d'un nouveau prototype du mètre. Le célèbre mètre étalon en platine iridié est déposé au Bureau international des poids et mesures (BIPM) dans l'enceinte de Pavillon de Breteuil à Sèvres (Hauts-de-Seine), dans un domaine soumis aux loi d’exterritorialité.
- 22-27 mai : congrès de Gotha en Allemagne[47]. Création par August Bebel et Wilhelm Liebknecht de l’Union socialiste des travailleurs, fusion de l’Association fédérale des travailleurs allemands de Ferdinand Lassalle et du parti ouvrier social-démocrate (marxiste), qui deviendra plus tard le SPD.
- 31 mai : « loi des cloîtres » ; le Reichstag de Prusse décide d’expulser les congrégations[48]. Les biens des ecclésiastiques sont confisqués, et le comte-évêque de Breslau, Heinrich Förster, est démis de ses fonctions. Ces mesures contre l’Église catholique font suite à l’encyclique du pape Pie IX Quod numquam (5 février) qui condamnait le Kulturkampf entamé en 1872.

- 11 juin : les conservateurs prennent le pouvoir au Danemark. La droite conservatrice, majoritaire dans les deux Chambres, est dominée par la personnalité du riche propriétaire Estrup qui devient Premier ministre (fin en 1894)[49].

- 7 juillet : bataille de Treviño en Espagne pendant la troisième guerre carliste (1872-1876)[50].
- 18 juillet : Élections législatives en Grèce[51]. Alexandros Koumoundouros devient premier ministre le 27 octobre[43].
- 27 juillet, Suisse : 2000 travailleurs se mettent en grève dans le tunnel ferroviaire du Saint-Gothard pour réclamer une augmentation de salaire. Le 28, la troupe tire sur les grévistes, faisant 4 morts[52].

- 1er août : début d’un soulèvement contre les Ottomans qui se répand en Herzégovine et en Bosnie[53]. Prudence de l’Autriche-Hongrie et de la Russie.
- 11 août : sanction royale du Public Health Acts au Royaume-Uni[54]. Deux lois sur la santé publique de 1872 et 1875 créent des institutions locales de santé publique consacrant leurs efforts à l’amélioration de la voirie et de l’assainissement urbain.

- 18 octobre : 

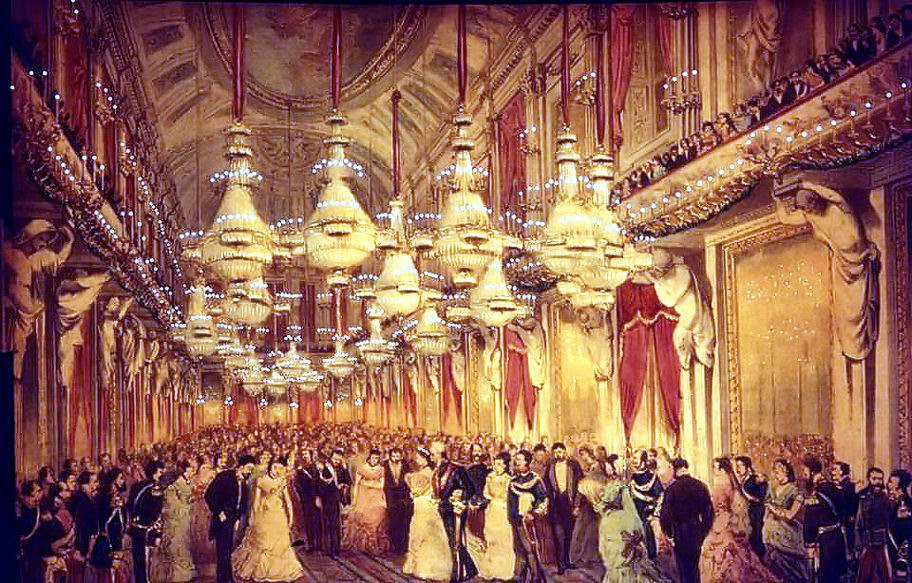
17 octobre : bal à Milan en l’honneur de l’empereur Guillaume Ier. Gravure d’Antonio Bonamore publiée dans L'Illustrazione Italiana.

  - l’empereur Guillaume Ier d’Allemagne, en visite officielle en Italie, rencontre le roi Victor-Emmanuel II à Milan[55].
  - ouverture de Newnham College, second collège de l’Université de Cambridge à admettre les femmes[56].
- 20 octobre : Lonyay, accusé de corruption doit démissionner et céder le pouvoir en Hongrie au libéral Coloman Tisza (Kálmán Tisza), auteur de la fusion des partis libéraux et de l’indépendance (fin en 1890)[57]. Le parti libéral remporte toutes les élections pendant trente ans.

- 10 novembre : fondation de la Société de géographie de Lisbonne[58]. Elle s’attache à justifier les « droits historiques » du Portugal en Afrique.
- 24 décembre : le mariage civil est déclaré obligatoire en Suisse[59]

- Royaume-Uni : le gouvernement conservateur de Disraeli donne aux syndicats une protection juridique élargie en faisant rapporter le Criminal Law Admendment (adopté en juin 1871), par le Conspiracy and Protection of Property Act, notamment sur les clauses contre les piquets de grève[60].

- Le baron de Vogelsang fonde à Vienne le cercle catholique[61].
- Fermetures de plusieurs lycées slovaques (1875-1876)[61].

- Fondation à Odessa par Zaslavski de l’éphémère Union des ouvriers de la Russie méridionale[62].

## Naissances en 1875
- 1er janvier :
  - Vladimir Pohl, compositeur, pianiste et professeur russe puis soviétique († 21 juin 1962).
  - Stelletsky, sculpteur, décorateur de théâtre, illustrateur, architecte et peintre iconographe russe († 12 février 1947).
- 8 janvier : Alix Marquet, sculpteur et peintre français († 27 juin 1939).
- 11 janvier : Reinhold Glière, compositeur postromantique russe puis soviétique d'origine allemande († 23 juin 1956).
- 13 janvier : Jeanne Judith Croulard, peintre française († 23 juillet 1956).
- 15 janvier : Claude King, acteur anglais († 18 septembre 1941).
- 17 janvier : Tomás Soley Güell, économiste et historien costaricain († 14 janvier 1943).
- 22 janvier : D. W. Griffith, producteur et réalisateur américain († 23 juillet 1948).
- 26 janvier : Jeanne Lauvernay-Petitjean, peintre française († 23 décembre 1955).

- 2 février :
  - Joseph Asal, peintre allemand et français († 26 avril 1950).
  - Fritz Kreisler, violoniste autrichien († 29 janvier 1962).
  - Erkki Melartin, compositeur, chef d'orchestre et pédagogue finlandais († 14 février 1937).
- 4 février : Cesare Battisti, journaliste, géographe, homme politique socialiste et révolutionnaire irrédentiste italien († 12 juillet 1916).
- 10 février : Ferdinand Chalandon, historien français († 31 octobre 1921).
- 16 février :
  - Valentine de Saint-Point, écrivain, poète, peintre, dramaturge, critique d'art, chorégraphe, conférencière et journaliste († 28 mars 1953).
  - Pierre-Eugène Vibert, peintre, dessinateur, illustrateur et graveur suisse († 1er janvier 1937).
- 17 février : Vassili Millioti, peintre russe puis soviétique († 5 mars 1943).
- 20 février : Marie Marvingt,  pionnière de l'aviation, inventrice, sportive, alpiniste, infirmière et journaliste française († 14 décembre 1963).
- 21 février :
  - Jeanne Calment, doyenne absolue de l'humanité († 4 août 1997).
  - Charles Guérin, peintre et lithographe français († 19 mars 1939).
- 22 février : Maurice Pellerier, peintre et aquarelliste français († 14 janvier 1962).
- 26 février : Richard Wetz, compositeur, professeur et chef d'orchestre allemand († 16 janvier 1935).

- 1er mars : Alexandre Urbain, peintre et graveur français  († 22 octobre 1953).
- 4 mars : Henri Duvernois, écrivain français († 30 janvier 1937).
- 7 mars :
  - Mary Teresa Norton, femme politique américaine († 2 août 1959).
  - Gustave Pierre, peintre et aquafortiste français († 19 mars 1939).
  - Maurice Ravel, compositeur français († 28 décembre 1937).
- 9 mars : Georges Pavec, peintre français († 6 novembre 1963).
- 12 mars :
  - Paul Carton, médecin français, fondateur d'une méthode thérapeutique naturelle († 20 octobre 1947).
  - Alice Kaub-Casalonga, peintre française († 8 décembre 1948).
- 13 mars :
  - Lizzy Ansingh, peintre néerlandaise († 14 décembre 1959).
  - Alfred Plauzeau, peintre français († 6 octobre 1918).
- 14 mars : Norman O'Neill, compositeur et chef d'orchestre irlandais († 3 mars 1934).
- 15 mars : Jean-Baptiste Bassoul, peintre français († 2 juin 1934).
- 18 mars : Jean-Pierre Laurens, peintre français († 23 avril 1932).
- 20 mars : Émile Bulcke, peintre et sculpteur belge († 28 octobre 1963).
- 25 mars : Spencer Charters, acteur américain († 25 janvier 1943).
- 27 mars : Albert Marquet, peintre et dessinateur français († 14 juin 1947).

- 1er avril : Sophie Morgenstern, psychiatre et psychanalyste pionnière de la psychanayse des enfants en France († 13 juin 1940) ou († 16 juin 1940).
- 5 avril : Mistinguett (Jeanne Bourgeois), chanteuse et danseuse française († 5 janvier 1956).
- 6 avril : Leonetto Cappiello, peintre, illustrateur, caricaturiste et affichiste italien naturalisé français († 2 février 1942).
- 8 avril : Albert Ier de Belgique, roi des Belges († 17 février 1934).
- 9 avril : Jacques Futrelle, écrivain américain d'origine française († 15 avril 1912).
- 12 avril : Gabriel Van Dievoet, peintre, décorateur et sgraffitiste belge († 17 novembre 1934).
- 18 avril : Max Theynet, peintre et aquarelliste suisse († 20 novembre 1949).
- 23 avril :
  - Georges Maury, peintre français († 20 septembre 1962).
  - Shōen Uemura, peintre japonaise († 27 août 1949).
- 26 avril : Natalie Curtis, ethnomusicologue américaine, et une des premières analystes du jazz († 23 octobre 1921).
- 28 avril : Modest Sosenko, peintre et artiste monumental ausro-hongrois puis ukrainien († 4 février 1920).
- 29 avril :
  - Henri-Jules Barjou, peintre, aquarelliste et graveur à l'eau-forte français († 17 août 1943).
  - Henry A. Barrows, acteur américain († 25 mars 1945).

- 1er mai : Ian Maclaren, acteur anglais († 10 avril 1952).
- 4 mai : Wojciech Weiss, peintre polonais († 7 décembre 1950).
- 7 mai : Frank Bizzoni, coureur cycliste italien († 25 décembre 1926).
- 8 mai : Herman Gouwe, peintre néerlandais († 28 décembre 1965).
- 9 mai :
  - Gregoria de Jesús, femme politique philippine indépendantiste, vice-présidente († 15 mars 1943).
  - Rūdolfs Pērle, peintre letton († 17 juin 1917).
- 10 mai : Charles Statham, homme d'État néo-zélandais († 5 mars 1946).
- 12 mai : Jean Destrem, peintre français († 28 septembre 1914).
- 16 mai : Vincas Bacevičius, pianiste et compositeur lituanien de musique classique († 22 décembre 1952).
- 24 mai : C. G. Finch-Davies, soldat, ornithologue et peintre britannique puis sud-africain († 4 août 1920).
- 26 mai : Paul Levéré, peintre français († 11 janvier 1949).
- 30 mai : Manuel Carlés, avocat, essayiste, enseignant et homme politique argentin († 25 octobre 1946).

- 4 juin : Paul Landowski, sculpteur français d'origine polonaise († 27 mars 1961).
- 6 juin :
  - Horace Colmaire, peintre français († 20 février 1965).
  - Thomas Mann, écrivain allemand († 12 août 1955).
- 7 juin : Pablo Alborno, ethnographe et peintre paraguayen († 11 janvier 1958).
- 10 juin : Gustave Corlin, peintre français († 18 septembre 1969).
- 11 juin : Gilbert Emery, acteur, scénariste, dramaturge et metteur en scène américain († 28 octobre 1945).
- 13 juin : Max d'Ollone, chef d'orchestre, compositeur et musicographe français († 15 mai 1959).
- 16 juin : Gustave Henry Mosler, peintre américain († 17 août 1906).
- 17 juin : Charles Moravia, poète, auteur dramatique, enseignant et diplomate haïtien († 11 février 1938).
- 28 juin : Charles Hoffbauer, peintre français naturalisé américain († 26 juillet 1957).

- 1er juillet : René Péan, peintre et lithographe français († 4 septembre 1955).
- 9 juillet : Hannibal Price, écrivain et homme politique haïtien († 31 décembre 1946).
- 14 juillet : Louis Süe, architecte, décorateur et peintre français († 7 août 1968).
- 21 juillet : Oskar Moll, peintre allemand († 19 août 1947).
- 25 juillet :
  - Francis Dessain, footballeur, prêtre et chanoine belge († 23 août 1951).
  - Pierre Laprade, peintre et graveur français († 23 décembre 1931).
  - Elsie Low, botaniste et enseignante néo-zélandaise († 14 février 1909).
- 26 juillet : Carl Jung, psychologue suisse († 6 juin 1961).
- 30 juillet : Frank Lascelles, sculpteur et acteur britannique († 23 mai 1934).
- 31 juillet : Jacques Villon (Gaston Duchamp), peintre et graveur français († 9 juin 1963).

- 5 août : Gatewood Lincoln, homme politique américain († 15 octobre 1957).
- 6 août : Marcel Labey, chef d'orchestre et compositeur français († 25 novembre 1968).
- 10 août : Lila Clunas, suffragette écossaise († 29 décembre 1968).
- 14 août : Mstislav Doboujinski, peintre russe puis soviétique († 20 novembre 1957).
- 16 août : Marshall Stedman, réalisateur, acteur et scénariste américain († 16 décembre 1943).
- 18 août : Eugène Thiery, peintre français († 28 novembre 1961).
- 21 août : Maurice Auguste Lippens, homme d'État belge († 12 juillet 1956).
- 24 août :
  - Frank Craven, acteur, dramaturge, librettiste, lyriciste, metteur en scène, producteur, réalisateur et scénariste américain († 1er septembre 1945).
  - Maui Pomare, homme politique néo-zélandais († 27 juin 1930).
- 27 août : Otto von Czernin, diplomate austro-hongrois pendant la Première Guerre mondiale puis autrichien († 14 juin 1962).
- 28 août : Adolf Misek, contrebassiste et compositeur tchèque († 20 octobre 1955).

- 1er septembre : Edgar Rice Burroughs, romancier américain († 19 mars 1950).
- 2 septembre :
  - Olga Della-Vos-Kardovskaïa, peintre et graphiste russe puis soviétique († 9 août 1952).
  - Germaine Perrin de la Boullaye, archéologue française († 8 mars 1939).
- 3 septembre : Astri Aasen, peintre norvégienne († 10 octobre 1935).
- 4 septembre : Eugène Lanceray, graphiste, peintre, sculpteur, mosaïste et illustrateur russe († 13 septembre 1946).
- 7 septembre : Oleksandr Mourachko, peintre et professeur russe († 14 juin 1919),
- 10 septembre : Ivan Teodorovitch, homme politique russe puis soviétique († 20 septembre 1937).
- 17 septembre : Alphonse Cellier, peintre français († 1936).
- 21 septembre :
  - Eduardo Callejo de la Cuesta, avocat et homme politique espagnol († 21 janvier 1950).
  - « El Algabeño » (José García Rodríguez), matador espagnol († 29 juin 1928).
- 22 septembre : Mikalojus Konstantinas Čiurlionis, compositeur et peintre lituanien († 10 avril 1911).
- 29 septembre : Delia Akeley, exploratrice américaine († 1er janvier 1970).
- 30 septembre :
  - Faith Fyles, botaniste américaine († 1961).
  - Edmond Jacquelin, coureur cycliste français († 29 juin 1928).

- 1er octobre : Eugeen van Mieghem, peintre belge († 24 mars 1930).
- 2 octobre : Henry Février, compositeur français († 6 juillet 1957).
- 3 octobre :
  - Dr. Atl, de son vrai nom Gerardo Murillo, peintre mexicain († 15 août 1964).
  - Sarah Venie Barr, femme politique irlandaise († 1er novembre 1947).
- 4 octobre : Ernesto de Curtis, compositeur italien († 31 décembre 1937).
- 7 octobre : Erich Kaiser-Titz, acteur allemand († 22 novembre 1928).
- 8 octobre : Dr. Atl (Gerardo Murillo), peintre mexicain († 1964).
- 12 octobre : Aleister Crowley, écrivain et occultiste britannique († 1er décembre 1947).
- 13 octobre : Friedrich Zundel, peintre, architecte et mécène allemand († 7 juin 1948).
- 14 octobre : Agnes Schmidt, femme politique allemande († 21 novembre 1952).
- 16 octobre : Yvonne Beaudry, infirmière en chef québécoise († 1947).
- 17 octobre : Frederic Eggleston, avocat, homme politique et diplomate britannique puis australien († 12 novembre 1954).
- 23 octobre : Gilbert Newton Lewis, physicien et chimiste américain († 23 mars 1946).
- 24 octobre : Konstantine Iouon, peintre et théoricien de l'art russe puis soviétique († 11 avril 1958).
- 26 octobre : H. B. Warner, acteur britannique († 21 décembre 1958).
- 29 octobre : Georges Marty, peintre français († 24 mars 1959).
- 31 octobre : Natalie Clifford Barney, femme de lettres américaine († 2 février 1972).

- 8 novembre : Joseph Wauters, homme politique belge († 30 juin 1929).
- 20 novembre :
  - Auber Octavius Neville, homme politique britannique puis australien  († 18 mai 1956).
  - Feliks Michał Wygrzywalski, peintre orientaliste polonais († 5 septembre 1944).
- 21 novembre : Jacques Simon, peintre et graveur français († 1965).
- 23 novembre : Anatoli Lounatcharski, homme politique russe puis soviétique  († 26 décembre 1933).
- 24 novembre :
  - Xawery Dunikowski, sculpteur et peintre polonais († 26 janvier 1964).
  - Albert Libertad, anarcho-communiste français († 12 novembre 1908).
  - Louis-Mathieu Verdilhan, peintre français († 15 décembre 1928).
- 26 novembre :
  - Eugenio Bova, homme politique, avocat, journaliste et résistant antifasciste italien  († 1954).
  - Gisella Grosz, pianiste hongroise († 1942).

- 1er décembre : Paul Crokaert, homme politique belge († 4 avril 1955).
- 4 décembre : Rainer Maria Rilke,  écrivain de langue allemande († 30 décembre 1926).
- 6 décembre : Georges Ritleng, peintre paysagiste et graveur français († 5 mai 1972).
- 16 décembre : Justí Guitart i Vilardebó, évêque d'Urgell et coprince d'Andorre († 30 janvier 1940).
- 17 décembre : Henri Émilien Rousseau, peintre orientaliste français († 28 mars 1933).
- 18 décembre : Carlos María Herrera, peintre uruguayen († 28 mars 1914).
- 19 décembre : Erich Klossowski, historien de l'art et un peintre français d'origine polonaise mais originellement de nationalité prussienne († 23 janvier 1949).
- 20 décembre :
  - Henri Callot, peintre et escrimeur français († 22 décembre 1956).
  - Émile Lassailly, compositeur et chef d'orchestre français († 15 octobre 1918).
- 22 décembre :
  - Jules Grandjouan, dessinateur, peintre, affichiste et syndicaliste révolutionnaire libertaire français († 12 novembre 1968).
  - Antoine Mariotte, compositeur français († 30 novembre 1944).
- 24 décembre : Georges Lambelet, compositeur et musicologue grec († 31 octobre 1945).
- 25 décembre : Theodor Innitzer, cardinal autrichien, archevêque de Vienne (Autriche) († 9 octobre 1955).
- 30 décembre : Hans Pöögelmann, juriste, traducteur et homme politique estonien († 27 janvier 1938).

- Date précise inconnue :
  - Paul Barian, peintre français († 1942).
  - Éloi-Noël Bouvard, peintre français († 1957).
  - Chen Tianhua, révolutionnaire et homme politique chinois († 8 décembre 1905).
  - Sergueï Chtcherbatov, peintre, philanthrope, collectionneur d'art et archéologue russe puis soviétique († 25 mai 1962).
  - Fleury Joseph Crépin, peintre d'art brut français († 1948).
  - David Fagen, soldat afro-américain († 1901).
  - Regina Lilientalowa, ethnologue polonaise († 1924).
  - Ágis Théros, poète, sociologue, folkloriste et homme politique grec († 1961).
  - Henriette Tirman, peintre, graveuse et illustratrice française († 30 octobre 1952).

- Vers 1875 :
- Fred Rains, acteur britannique († 3 décembre 1945).

## Décès en 1875
- 1er janvier : Casimir de Rochechouart de Mortemart, militaire, diplomate, et homme politique français (° 20 mars 1787).
- 2 janvier : Harriot Kezia Hunt, médecin et militante américaine des droits des femmes (° 9 novembre 1805).
- 3 janvier :
  - Pierre Larousse, lexicographe français (° 23 octobre 1817).
  - Guillaume Régamey, peintre français (° 22 septembre 1837).
- 7 janvier : Mainville-Joseph Soulouque, prince et militaire haïtien (° 21 août 1830).
- 12 janvier : Tongzhi, empereur de Chine (° 27 avril 1856).
- 20 janvier : Jean-François Millet, peintre français (° 4 octobre 1814).
- 24 janvier : Jean Raikem, homme d’État belge (° 28 avril 1787).
- 24 ou 25 janvier : Leopold Jansa, violoniste, compositeur et professeur tchéco-autrichien (° 23 mars 1795).

- 1er février : William Sterndale Bennett, pianiste et chef d'orchestre britannique (° 13 avril 1816).
- 2 février : Carl Jakob Sundevall, zoologiste suédois (° 22 décembre 1801).
- 5 février : Arthur von Ramberg, peintre autrichien (° 4 septembre 1819).
- 20 février : Jean Nicolas Laugier, peintre, graveur et illustrateur français (° 22 juillet 1785).
- 22 février :
  - Camille Corot, peintre français (° 16 juillet 1796).
  - Charles Lyell, géologue britannique (° 14 novembre 1797).
- 24 février : Léonard Greindl, militaire et homme politique belge (° 9 août 1798).
- 25 février : Karl Beggrov, peintre, aquarelliste et lithographe russe d'origine allemande (° 26 février 1799).
- 26 février : Robert William Buss, aquafortiste et illustrateur britannique (° 4 août 1804).

- 1er mars : Tristan Corbière, écrivain français (° 18 juillet 1845).
- 7 mars : John Edward Gray, zoologiste britannique (° 12 février 1800).
- 10 mars : Louis Joseph Daussoigne-Méhul, compositeur et professeur de musique français (° 10 juin 1790).
- 21 mars : Emmanuel de Fonscolombe, compositeur français (° 27 octobre 1810).
- 27 mars : Edgar Quinet, écrivain et historien français (° 17 février 1803).
- 27 mars : Étienne Mélingue, acteur, sculpteur et peintre français (° 16 avril 1807).
- 5 avril : Félix Thomas, architecte, peintre, graveur et sculpteur français (° 29 septembre 1815).
- 6 avril : Moses Hess, philosophe allemand, cofondateur de la ligue des communistes, puis précurseur du sionisme après 1848 (° 21 juin 1812).
- 24 avril : Marc Seguin, ingénieur et inventeur français (° 20 avril 1786).

- 9 mai : Augustin-Pierre-Bienvenu Chenu, peintre français (° 12 mai 1833).
- 20 mai : Amélie d'Oldenbourg, princesse d'Oldenbourg puis, par son mariage, reine de Grèce (° 21 décembre 1818).
- 31 mai : Alphonse-Louis Constant, dit Éliphas Lévi, occultiste français (° 8 février 1810).

- 3 juin :
  - Georges Bizet, compositeur français (° 25 octobre 1838).
  - Georg von Vincke, administrateur, homme politique et propriétaire terrien prussien (° 15 mai 1811).
- 9 juin : Gérard Paul Deshayes, géologue et conchyliologiste français (° 13 mai 1795).
- 22 juin : William Edmond Logan, géologue canadien (° 20 avril 1798).
- 25 juin : Antoine-Louis Barye, sculpteur et peintre français (° 24 septembre 1795).
- 29 juin : Ferdinand Ier d'Autriche, empereur (° 19 avril 1793).

- 9 juillet :
  - Césaire Mathieu, cardinal français, archevêque de Besançon (° 20 janvier 1796).
  - Jean-Charles-Joseph Rémond, peintre paysagiste français (° 19 avril 1795).
  - Christian Ruben, peintre et artiste du vitrail allemand (° 30 novembre 1805).
- 13 juillet : Jean-Adolphe Beaucé, peintre français (° 2 août 1818).
- 19 juillet : Adolphe Dechamps, homme politique belge (° 18 juin 1807).
- 31 juillet : Andrew Johnson, Président des États-Unis (° 29 décembre 1808).

- 3 août : Camille Marcille, peintre, collectionneur d'art et conservateur de musée français (° 1er mai 1816).
- 4 août : Hans Christian Andersen, poète et auteur danois (° 2 avril 1805).
- 7 août : Édouard Masson, homme d'affaires et homme politique canadien (° 4 mai 1826).
- 19 août : Hermann Wilhelm Ebel, philologue allemand, spécialiste des langues celtiques (° 10 mai 1820).

- 15 septembre : Louise Farrenc, compositrice, pianiste et professeur française (° 31 mai 1804).
- 19 septembre : Claude-Basile Cariage, peintre et professeur de dessin français (° 26 septembre 1798).
- 27 septembre : Édouard Corbière, marin, écrivain, journaliste et armateur français (° 1er avril 1793).
- 29 septembre : Jean-Baptiste Singelée, violoniste, chef d'orchestre et compositeur belge (° 25 septembre 1812).

- 12 octobre : Jean-Baptiste Carpeaux, sculpteur, dessinateur et peintre français (° 11 mai 1827).

- 1er novembre : Firmin Rogier, diplomate belge (° 1er avril 1791).
- 12 novembre : Paul Lauters, aquarelliste, lithographe et graveur belge (° 16 juillet 1806).
- 21 novembre : Alexandre Colin, peintre et lithographe français (° 5 décembre 1798).
- 26 novembre : Johann Geyer, peintre allemand (° 7 janvier 1807).
- 29 novembre : Jean Seignemartin, peintre français membre de l'école lyonnaise de peinture (° 16 avril 1848).

- 9 décembre : Adolph Schroedter, peintre et graphiste allemand (° 28 juin 1805).
- 22 décembre : Zsigmond Kemény, écrivain hongrois (° 12 juin 1814).
- 26 décembre : Emilio Praga, peintre, écrivain, poète et librettiste italien (° 18 décembre 1839).
- 29 décembre : Jacob Baden Olrik, homme politique danois (° 8 septembre 1802).

- Date inconnue :
  - Giuseppe Mancinelli, peintre italien de l'école napolitaine (° 17 mars 1813).
  - Prosper Saint-Germain, peintre et illustrateur français (° 1804).